# Washington D.C. Area Film Critics Association Awards 2020
Na 19. ročníku udílení cen Washington D.C. Area Film Critics Association Awards byly předány ceny v těchto kategoriích dne 8. února 2021.

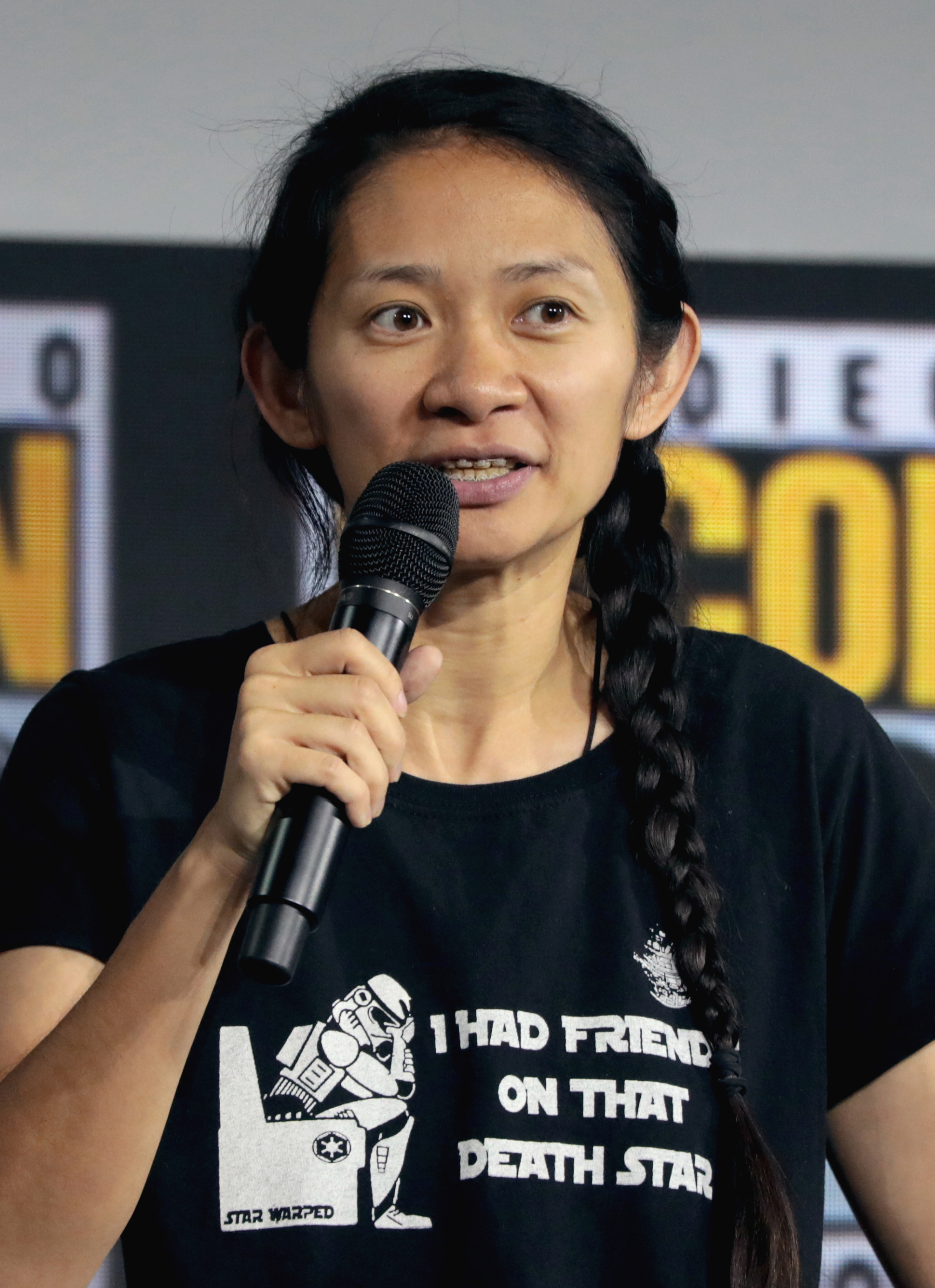
Chloé Zhaová, vítězka v kategoriích nejlepší režie a nejlepší adaptovaný scénář

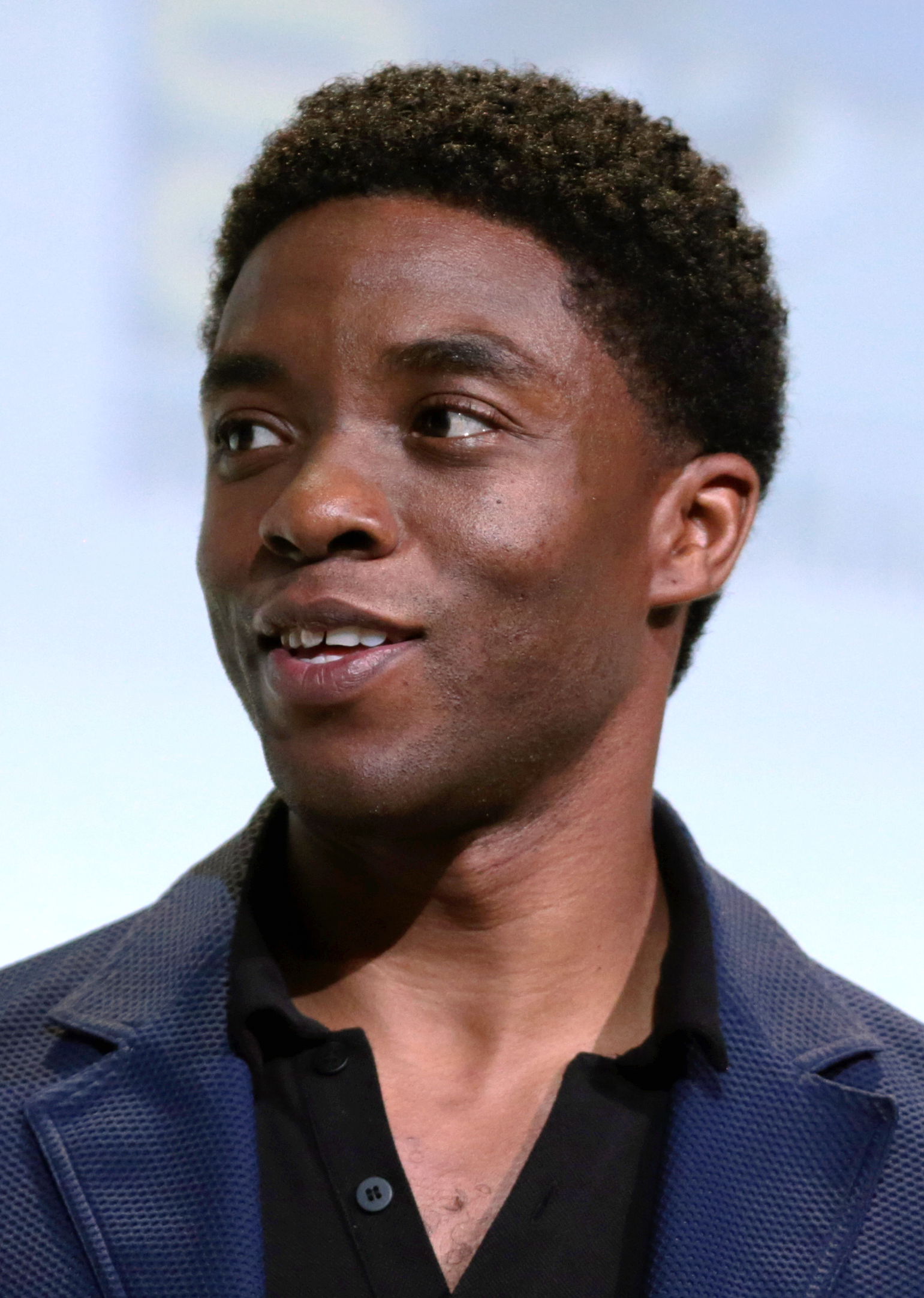
Chadwick Boseman, vítěz v kategorii nejlepší herec

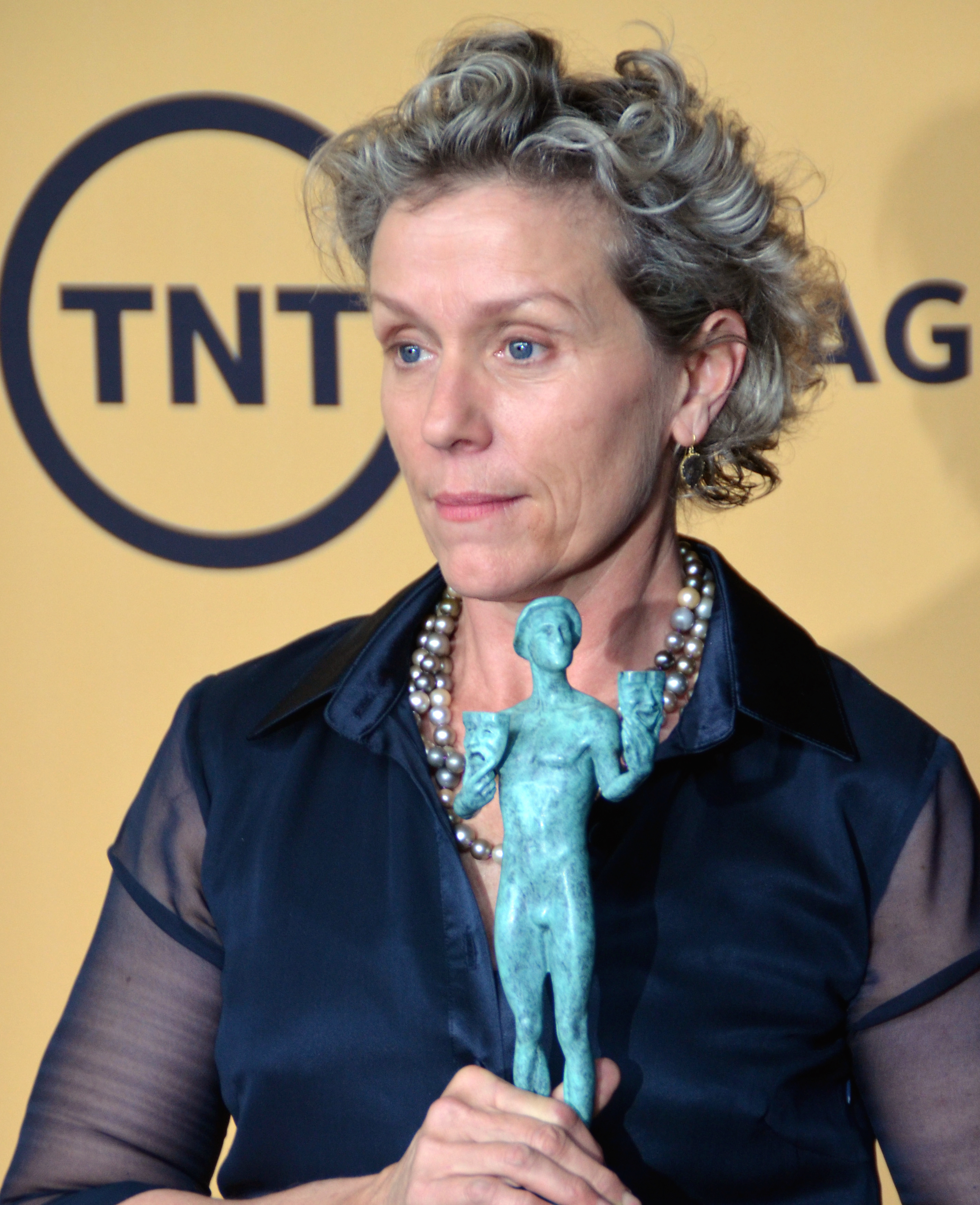
Frances McDormandová, vítězka v kategorii nejlepší herečka

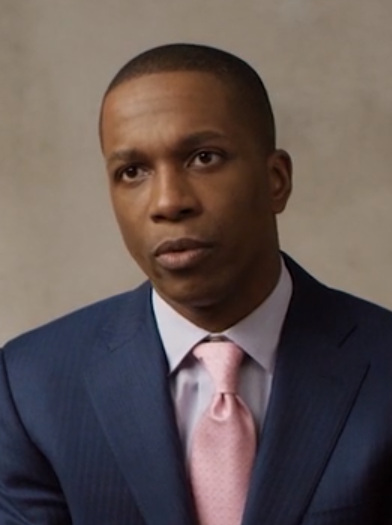
Leslie Odom Jr., vítěz v kategorii nejlepší mužský výkon ve vedlejší roli

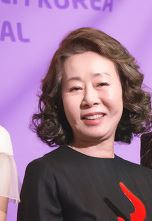
Jun Jo-čong, vítězka v kategorii nejlepší ženský výkon ve vedlejší roli

## Vítězové a nominovaní
| Nejlepší film | Nejlepší režisér |
| --- | --- |
| Země nomádů - Minari - Nadějná mladá žena - První kráva - One Night in Miami | Chloé Zhaová – Země nomádů - Lee Isaac Chung – Minari - Emerald Fennell – Nadějná mladá žena - Regina Kingová – One Night in Miami - Kelly Reichardt – První kráva                 |
| Nejlepší animovaný film | Nejlepší herec v hlavní roli |
| Duše - Croodsovi: Nový věk - Frčíme - Až na Měsíc - Vlkochodci | Chadwick Boseman – Ma Rainey – matka blues - Riz Ahmed – Sound of Metal - Anthony Hopkins – The Father - Delroy Lindo – Bratrstvo pěti - Steven Yeun – Minari                      |
| Nejlepší herečka v hlavní roli | Nejlepší herec ve vedlejší roli |
| Frances McDormandová – Země nomádů - Viola Davis – Ma Rainey – matka blues - Vanessa Kirby – Střípky ženy - Elisabeth Mossová – Neviditelný - Carey Mulligan – Nadějná mladá žena                                          | Leslie Odom Jr. – One Night in Miami - Sacha Baron Cohen – Chicagský tribunál - Daniel Kaluuya – Judas and the Black Messiah - Bill Murray – V úskalí - Paul Raci – Sound of Metal |
| Nejlepší herečka ve vedlejší roli | Nejlepší původní scénář |
| Jun Jo-čong – Minari - Maria Bakalova – Borat Subsequent Moviefilm - Olivia Colmanová – The Father - Dominique Fishback – Judas and the Black Messiah - Amanda Seyfriedová – Mank                                          | Emerald Fennell – Nadějná mladá žena - Lee Isaac Chung – Minari - Abraham Marder a Darius Marder – Sound of Metal - Andy Siara – Palm Springs - Aaron Sorkin – Chicagský tribunál  |
| Nejlepší adaptovaný scénář | Nejlepší dokument |
| Chloé Zhaová – Země nomádů - Charlie Kaufman – Asi to ukončím - Kemp Powers – One Night in Miami - Jonathan Raymond a Kelly Reichardt – První kráva - Ruben Santiago-Hudson – Ma Rainey – matka blues                      | Boys State - Colectiv - Kripl kemp: Revoluce na kolečkách - Dick Johnson Is Dead - Time                                                                                            |
| Nejlepší cizojazyčný film | Nejlepší kamera |
| Chlast - Bacurau - La Llorona - Tajný agent - Night of the Kings | Joshua James Richards – Země nomádů - Erik Messerschmidt – Mank - Newton Thomas Sigel – Bratrstvo pěti - Hoyte van Hoytema – Tenet - Dariusz Wolski – Zprávy ze světa              |
| Nejlepší střih | Nejlepší skladatel |
| Jennifer Lame – Tenet - Alan Baumgarten – Chicagský tribunál - Kirk Baxter – Mank - Mikkel E.G. Nielsen – Sound of Metal - Chloé Zhaová – Země nomádů                                                                      | Jon Batiste, Trent Reznor a Atticus Ross – Duše - Ludwig Goransson – Tenet - James Newton Howard – Zprávy ze světa - Emile Mosseri – Minari - Trent Reznor a Atticus Ross – Mank   |
| Nejlepší výprava | Nejlepší obsazení |
| Donald Graham Burt a Jan Pascale – Mank - David Crank a Elizabeth Keenan – Zprávy ze světa - Nathan Crowley a Kathy Lucas – Tenet - Kave Quinn a Stella Fox – Emma. - Mark Ricker a Karen O'Hara – Ma Rainey – matka blues | One Night in Miami - Bratrstvo pěti - Ma Rainey – matka blues - Minari - Chicagský tribunál                                                                                        |
| Nejlepší mladý herec | Nejlepší hlas |
| Alan Kim – Minari - Millie Bobby Brownová – Enola Holmesová - Sidney Flanigan – Never Rarely Sometimes Always - Talia Ryder – Never Rarely Sometimes Always - Helena Zengel – Zprávy ze světa                              | Jamie Foxx – Duše - Tina Fey – Soul - Tom Holland – Frčíme - Honor Kneafsey – Vlkochodci - Octavia Spencer – Frčíme                                                                |
| Nejlepší zobrazení Washingtonu D.C. | |
| Wonder Woman 1984 - Kripl kemp: Revoluce na kolečkách - The Fight - Jimmy Carter: Rock & Roll President - John Lewis: Good Trouble                                                                                         | |